# 벨파스트 공습
벨파스트 대공습은 제2차 세계 대전 중 1941년 4월과 5월에 걸쳐 북아일랜드의 도시 벨파스트 내 전략 목표물에 대한 네 차례의 독일 공습으로 구성되었으며, 막대한 사상자를 냈다. 첫 공습은 1941년 4월 7일 밤부터 8일 새벽까지 이어진 소규모 공격으로, 벨파스트의 방어 태세를 시험하기 위한 것이었을 가능성이 높다. 다음 공습은 1941년 4월 15일 부활절 화요일에 200대의 루프트바페 폭격기가 벨파스트 시의 군사 및 제조 목표물을 공격했다. 이 폭격으로 약 900명이 사망하고 1,500명이 부상을 입었다. 이 공습에서는 고성능 폭탄이 주로 사용되었다. 런던을 제외하고, 이 공습은 영국 대공습 기간 중 야간 공습으로 인한 가장 큰 인명 손실이었다.
벨파스트에 대한 세 번째 공습은 1941년 5월 4일 저녁부터 5일 아침까지 이어졌으며, 150명이 사망했다. 이 공습에서는 소이탄이 주로 사용되었다. 네 번째이자 마지막 벨파스트 공습은 다음날 밤인 5월 5일부터 6일까지 진행되었다. 총 1,300채 이상의 주택이 파괴되었고, 약 5,000채가 심하게 손상되었으며, 거의 30,000채가 경미하게 손상되었고, 20,000채는 "응급 복구"가 필요했다.

## 배경
영국이 분쟁을 준비하면서 벨파스트의 공장과 조선소는 생산을 늘렸다. 벨파스트는 연합군의 전쟁 노력에 상당한 기여를 했으며, 많은 해군 함선, 항공기 및 군수품을 생산했다. 따라서 이 도시는 루프트바페에게 적절한 폭격 목표물로 간주되었다.
북아일랜드와 달리 아일랜드 자유국은 더 이상 영국에 속하지 않았다. 에이먼 데 벌레라의 지도 아래 제2차 세계 대전 중 중립을 선언했다. 경찰과 군사 정보 기관이 체포한 독일 스파이를 구금했지만, 국가는 추축국과 외교 관계를 단절하지 않았다. 더블린 주재 독일 공사관은 전쟁 내내 개방되어 있었다.

### 정부
북아일랜드 정부는 주요 위기에 대처할 의지, 에너지, 역량이 부족했다. 제1대 크레이가본 자작 제임스 크레이그는 1921년 북아일랜드 건국 이래 1940년 사망할 때까지 북아일랜드 총리였다. 그의 사망(그리고 그 이전의 건강 악화)은 좋지 않은 시기에 발생했으며, 아마도 무의식적으로 지도력 공백을 야기했다. 리처드 도슨 베이츠는 내무부 장관이었다. 바실 브룩 경 농림부 장관은 유일하게 활동적인 장관이었다. 그는 북아일랜드를 영국의 주요 식량 공급원으로 만드는 데 성공적으로 매진했다.
존 클라크 맥더모트 공공안전부 장관은 첫 폭격 이후 도시를 대피시키고 벨파스트를 가능한 한 빨리 '정상'으로 되돌리기 위한 "하이럼 계획"을 시작했다. 데 벌레라에게 지원을 요청하는 전보를 보낸 사람은 바로 맥더모트였다. 정부의 안일한 태도에 대한 불안감이 있었고, 이는 사임으로 이어졌다.
- 존 에드먼드 워녹 내무부 의회 비서는 1940년 5월 25일 정부에서 사임했다. 그는 "나는 얼스터가 제 몫을 다한다는 연설을 들었지만, 그것은 결코 설득력이 없었다"며 "정부는 게으르고 늑장 부리며 무관심했다"고 말했다.[7]
- 중령 알렉산더 고든, 재무부 의회 및 재정 비서(즉, 원내총무)는 1940년 6월 13일 사임하면서[8] 의회에서 정부가 "우리가 직면해야 할 시련에서 국민을 지탱할 역량이 전혀 없다"고 설명했다.

크레이가본은 1940년 11월 24일 사망했다. 그 후 69세의 J. M. 앤드루스가 총리직을 승계했지만, 그는 전임자보다 상황에 대처할 능력이 없었다. 1943년 4월 28일, 정부 구성원 6명이 사임을 위협하여 그를 퇴임시켰다. 그는 5월 1일 54세의 바실 브룩 경으로 교체되었다.

### 제조 시설
- 할랜드 앤드 울프는 세계 최대의 조선소 중 하나였다. 이 조선소는 RMS 타이타닉과 RMS 올림픽과 같은 화이트 스타 라인의 많은 선박을 건조했으며, 영국 왕립 해군을 위해 HMS 포미더블과 유니콘와 같은 항공모함과 순양전함인 HMS 벨파스트과 페넬로페를 비롯한 131척의 다른 해군 함선을 건조했다.[10] 최대 35,000명이 고용되었다.
- 전쟁 기간 동안 벨파스트 조선소는 3,000척 이상의 해군 함선을 건조하거나 개조했으며, 22,000척 이상의 다른 함선을 수리하고 50만 톤 이상의 상선(140척 이상의 무장상선)을 진수했다.[11]
- 쇼트 브라더스는 항공기를 제조했다. 그들은 선덜랜드 비행정과 스털링 장거리 중폭격기로 가장 잘 알려져 있다. 최대 20,000명이 고용되었다. 이 공장은 1936년 일찍이 189대의 핸들리 페이지 헤리포드 폭격기 제조를 위해 재장비되었다.
- 제임스 맥키 앤 선즈는 1938년에 재장비되었다. 그들은 보포스 대공포탄의 주요 공급업체였다.
- 할랜드 엔지니어링 공장은 전차를 제작했다. 그들은 처칠 전차를 설계했다.
- 호커 허리케인과 같은 항공기와 군용 글라이더 프레임 덮개용 항공 아마포는 요크 스트리트 플랙스 스피닝 사, 브룩필드 스피닝 사, 윌리엄 이워트 로즈뱅크 위빙 사, 리넨 스레드 사 등 벨파스트의 여러 아마 방직 공장에서 제조되었다.
- 다른 벨파스트 공장들은 포가, 대포, 항공기 부품, 탄약을 제조했다.

전쟁 물자와 식량은 벨파스트에서 해로를 통해 대영제국으로 보내졌으며, 일부는 중립국인 아일랜드 삼색기의 보호를 받았다. 예를 들어 벨파스트 증기선 회사가 운영하는 M.V. 먼스터는 삼색기 아래 벨파스트와 리버풀 사이를 왕복하다가 리버풀 외곽에서 기뢰에 부딪혀 침몰했다.

### 영국의 준비 태세

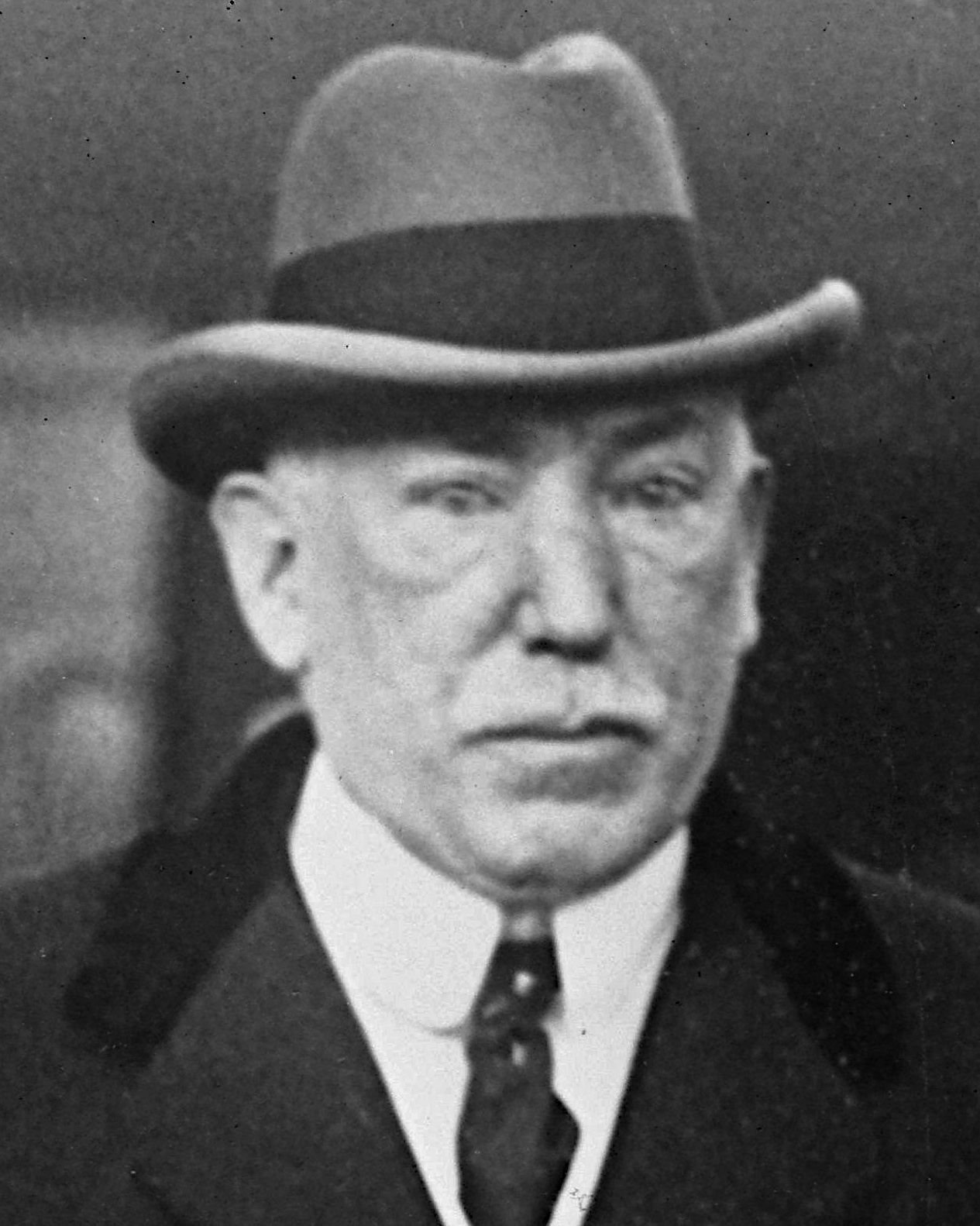
제임스 크레이그 경, 크레이가본 자작,
1940년 사망할 때까지 북아일랜드 총리. HMSO 이미지

#### 정부의 준비 태세
독일과의 분쟁에 대한 준비는 거의 없었다. 그러나 당시 1921년 북아일랜드 건국 이래 총리였던 크레이가본 경은 "우리는 명령이 떨어지면 언제든 준비되어 있을 것이고, 항상 준비되어 있을 것이다"라고 말했다. 그는 북아일랜드 의회에서 "정부가 '이 빠른 폭격기들이 두 시간 45분 안에 북아일랜드에 도달할 수 있다는 사실'을 깨달았는지" 질문을 받았다. 그의 답변은 "오늘날 우리는 전쟁 상태에 있으며, 영국 및 대영 제국과 함께 얼스터인들에게 부과되는 모든 책임을 질 준비가 되어 있습니다. 우리의 충성심은 흔들리지 않습니다"였다.
내무부 장관 도슨 베이츠는 육군 서신에 답하기를 거부한 것으로 보이며, 1939년 제국 방어 전문가들이 벨파스트가 "매우 확실한 독일의 목표물"로 간주된다고 내무부에 통보했을 때, 항만 지역에 대피소를 제공하는 것 외에는 거의 조치가 취해지지 않았다.

#### 방공호
당시 영국에서 인구 밀도가 가장 높았던 벨파스트는 공공 방공호의 비율이 가장 낮았다. "벨파스트 대공습" 이전에는 시내에 공공 방공호가 200개에 불과했지만, 약 4,000가구는 자체적으로 개인 방공호를 건설했다. 이 개인 방공호는 앤더슨 대피소로, 골판형 아연 도금 철판을 흙으로 덮어 만들었다. 대부분의 사상자는 폭풍이 아닌 낙하물로 인해 발생했기 때문에, 이 방공호는 소유자에게 효과적인 보호를 제공했다.
당시 시내에는 서치라이트가 설치되어 있지 않았고, 4월 10일에야 도착했다. 연막 능력도 없었지만, 일부 조색기구가 전략적으로 배치되어 보호를 제공했다. 벨파스트의 지리적 위치를 고려할 때, 독일 폭격기의 작전 범위 가장자리에 있다고 여겨져 야간 전투기 공중 엄호는 제공되지 않았다. 실제로 첫 공습이 있던 밤에는 영국 왕립 공군(RAF) 항공기가 독일 비행기를 요격하기 위해 이륙하지 않았다. 지상에는 도시 주변에 22문의 대공포(경포 6문, 중포 16문)만 배치되어 있었고, 첫날 밤에는 이 중 7문만이 운용 가능했다.

#### 어린이
아이들은 거의 성공적으로 대피하지 못했다. 도슨 베이츠 내무부 장관이 시작한 "하이럼 계획"은 실현되지 못했다. 여성과 어린이 중 4,000명 미만이 대피했다. 벨파스트에는 여전히 80,000명 이상이 남아 있었다. 빅토리아 막사의 가족 숙소가 직격탄을 맞아 비극적인 결과를 낳았을 때에도 군인들의 자녀들은 대피하지 못했다.

### 독일의 준비 태세

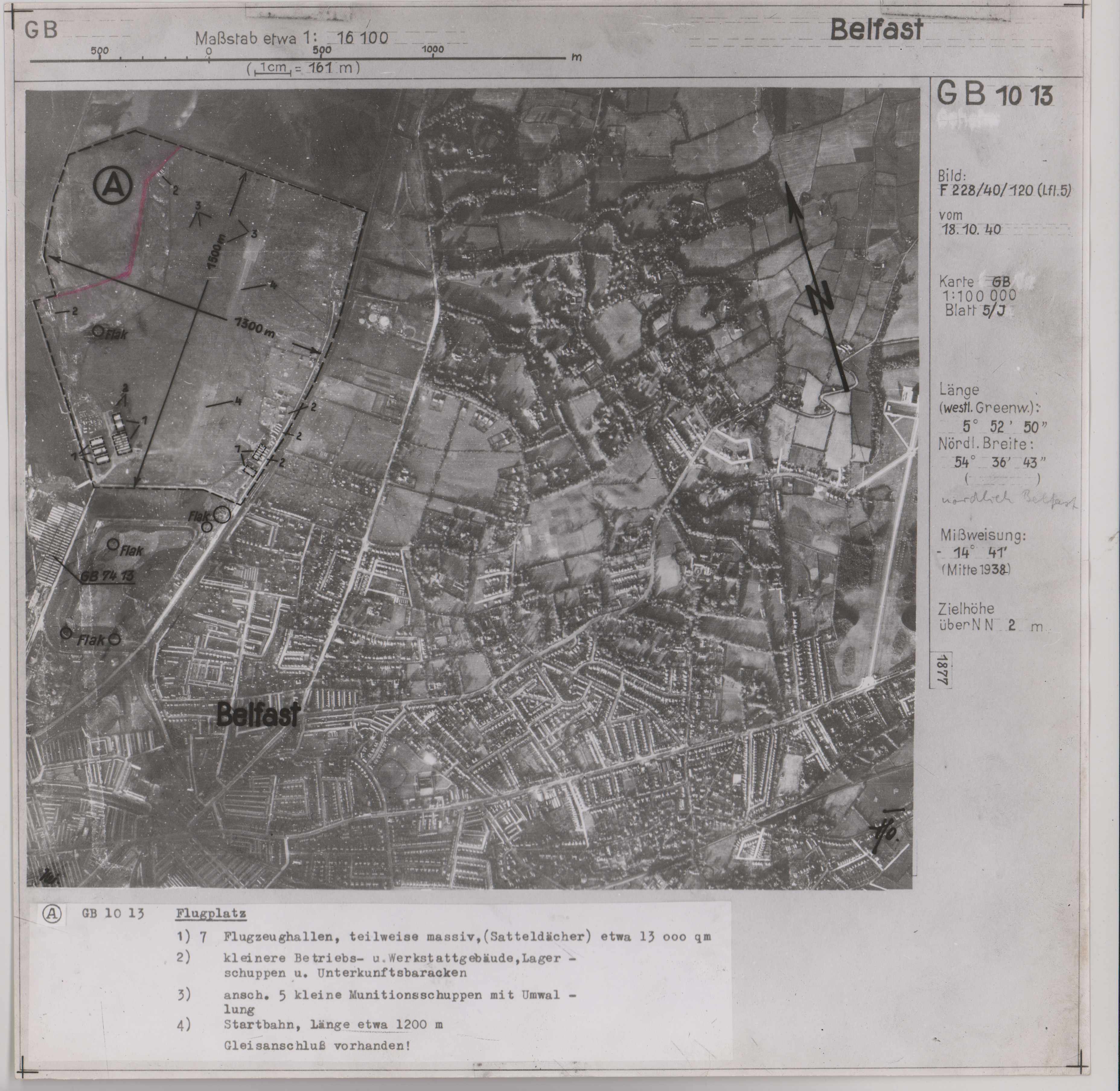
1940년 10월 18일자 독일 루프트바페의 벨파스트 목표물 서류, 비행장과 주변 대공포대(Flak으로 표시)를 보여줌

전쟁 후 회수된 문서에 따르면, 1940년 11월 루프트바페의 벨파스트 정찰 비행이 있었다는 것을 알 수 있다. 독일군은 벨파스트가 7개의 대공포대로만 방어되어 있어 영국에서 가장 방어가 취약한 도시임을 확인했다. 그들의 사진을 통해 적절한 목표물을 식별했다.

J. M. 앤드루스
1940–43년 북아일랜드 총리. HMSO 이미지

- 할랜드 앤드 울프
- 디 탱크슈텔레 콘스 워터
- 쇼트 앤드 할랜드 항공기 공장
- 벨파스트 발전소
- 랭크 앤드 컴퍼니 제분소
- 벨파스트 상수도 시설
- 빅토리아 막사

## 이전 공습
글래스고의 클라이드강이나 노스웨스트잉글랜드의 도시들을 목표로 삼았으나 빗나간 비행기들이 저지른 것으로 보이는 소규모 폭격이 여러 차례 있었다.
1941년 3월 24일, 존 맥더모트 보안부 장관은 존 앤드루스 총리에게 벨파스트가 너무 취약하게 방어되고 있다는 우려를 표명하는 편지를 썼다. "지금까지 우리는 공격을 피했습니다. 클라이드사이드도 최근까지 그랬습니다. 클라이드사이드는 지난 달빛 기간 동안 대공습을 겪었습니다. 적이 월광 기간이 아니면 벨파스트에 대규모로 쉽게 도달할 수 없다고 생각할 근거가 있습니다. 다음 월광 기간, 즉 4월 7일부터 16일까지가 우리의 차례가 될 수도 있습니다." 맥더모트의 말은 사실로 입증되었다.
첫 번째 의도적인 공습은 4월 7일 밤에 발생했다. (일부 저자는 이를 네 차례의 공습 중 두 번째로 간주한다.) 이 공습은 부두를 목표로 삼았다. 인근 주거 지역도 피해를 입었다. 캄프그루페 26 소속의 하인켈 He 111 폭격기 6대가 7,000 피트 (2,100 m) 고도로 비행하며 소이탄, 고성능 폭탄, 낙하산 지뢰를 투하했다. 영국 본토 대공습 기준으로 사상자는 경미했다. 발모랄 쇼그라운드의 대공포가 오작동하여 사망한 군인 한 명을 포함하여 13명이 사망했다. 가장 큰 손실은 쇼트 스털링 폭격기의 동체를 제조하는 4.5-에이커 (1.8 ha) 규모의 공장 바닥이었다. 영국 왕립 공군(RAF)은 J.W.C. 심슨 비행대장이 다운패트릭 상공에서 하인켈 한 대를 격추했다고 발표했다. 루프트바페 승무원들은 북부 프랑스 기지로 돌아와 벨파스트의 방어는 "질적으로 열등하고, 빈약하며, 불충분하다"고 보고했다. 이 공습은 전반적으로 비교적 적은 피해를 입혔지만, 벨파스트의 불충분한 방어 태세에 대한 많은 것을 드러냈다.

## 부활절 화요일 공습
윌리엄 조이스("로드 호호"로 알려짐)는 함부르크에서 라디오 방송을 통해 "벨파스트를 위한 부활절 달걀이 있을 것"이라고 발표했다.

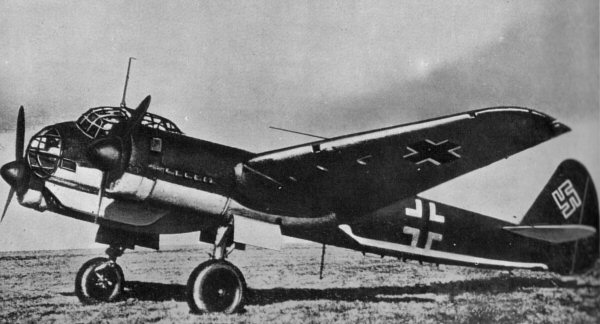
융커스 Ju 88

1941년 4월 15일 부활절 화요일, 윈저 파크에서 축구 경기를 관람하던 관중들은 루프트바페 융커스 Ju 88 항공기 한 대가 머리 위를 맴도는 것을 목격했다.
그날 저녁 150대 이상의 폭격기가 북프랑스와 네덜란드의 기지를 떠나 벨파스트로 향했다. 여기에는 하인켈 He 111과 융커스 Ju 88, 도르니에 Do 17이 포함되었다. 밤 10시 40분, 공습경보가 울렸다. 도시에 불을 밝히기 위해 조명탄이 투하된 시점은 기록마다 다르다. 첫 공격은 시의 상수도 시설을 겨냥했는데, 이곳은 이전 공습에서도 공격받은 적이 있었다. 고성능 폭탄이 투하되었다. 처음에는 독일군이 이 저수지를 항구와 조선소로 착각했다고 여겨졌는데, 그곳에는 HMS 아크 로열을 포함한 많은 선박들이 수리 중이었다. 그러나 그 공격은 실수가 아니었다. 할랜드 앤드 울프 사에서 완성을 앞둔 세 척의 선박이 폭격을 당했으며, 발전소도 피해를 입었다. 파상적으로 폭격기들은 소이탄, 고성능 폭탄, 지뢰를 투하했다. 소이탄이 투하되자 수압이 낮아 효과적인 소방이 불가능했기 때문에 도시가 불탔다.
파괴되거나 심하게 손상된 공공 건물로는 벨파스트 시청의 연회장, 여성 및 어린이 얼스터 병원, 밸리매카렛 도서관(후자 두 곳은 템플모어 애비뉴에 위치)이 포함되었다. 스트랜드 공립 초등학교, 요크 로드 역, 요크 로드 인근의 미들랜드 호텔, 샐리스버리 애비뉴 트램 차고가 모두 피해를 입었다. 파괴되거나 망가진 교회로는 던케언 가든스의 매크로리 기념 장로교회, 던케언 감리교회, 요크 로드 캐슬턴 장로교회, 올드파크 로드의 세인트 사일러스 교회, 앤트림 로드의 세인트 제임스 교회, 라임스톤 로드의 뉴잉턴 장로교회, 크럼린 로드 장로교회, 클리프턴 스트리트의 홀리 트리니티 교회와 클리프턴 스트리트 장로교회, 요크 스트리트 장로교회와 요크 스트리트 비정통 장로교회, 뉴타운아즈 로드 감리교회, 로즈메리 스트리트 장로교회(후자는 재건되지 않음)가 있었다.
시내 중심부에서 심하게 폭격당한 거리는 하이 스트리트, 앤 스트리트, 칼렌더 스트리트, 치체스터 스트리트, 캐슬 스트리트, 툼 스트리트, 브리지 스트리트(사실상 완전히 파괴됨), 로즈메리 스트리트, 워링 스트리트, 노스 스트리트, 빅토리아 스트리트, 도네갈 스트리트, 요크 스트리트, 글로스터 스트리트, 이스트 브리지 스트리트 등이다. 시 동부에서는 뉴타운아즈 로드 인근의 웨스트본과 뉴캐슬 스트리트, 앨버트브리지 로드 인근의 숀다이크 스트리트, 레이븐스크로프트 애비뉴가 파괴되거나 손상되었다. 시 서부와 북부에서는 올드파크 로드 인근의 퍼시 스트리트, 요크 파크, 요크 크레센트, 에글린턴 스트리트, 칼라일 스트리트, 밸리클레어, 밸리캐슬, 밸리뉴어 스트리트가 심하게 폭격당했으며, 사우스포트 스트리트, 월튼 스트리트, 앤트림 로드, 애너데일 스트리트, 클리프턴빌 로드, 힐먼 스트리트, 애틀랜틱 애비뉴, 할리데이즈 로드, 휴젠던 애비뉴, 선닝데일 파크, 샨다라그 파크, 화이트웰 로드도 피해를 입었다. 뉴 로지 지역의 애너데일 스트리트와 도슨 스트리트 사이에 있던 버크 스트리트는 모든 20채의 집이 납작하게 무너지고 모든 거주자가 사망하여 지도에서 완전히 사라졌다.
반격은 없었다. RAF 전투기를 손상시킬 수 있다는 오해로 인해 대공포대는 발사를 중단했다. 그러나 RAF는 응답하지 않았다. 폭탄은 오전 5시까지 계속 떨어졌다.
55,000채의 주택이 파손되어 100,000명이 일시적으로 노숙자가 되었다. 런던 외곽에서는 약 900명이 사망하여, 영국 대공습 중 야간 공습으로 인한 가장 큰 인명 손실이었다. 한 대의 길 잃은 폭격기가 데리를 공격하여 15명을 죽였다. 또 다른 폭격기는 뱅고어를 공격하여 5명을 죽였다. 오전 4시까지 도시는 전체가 불타고 있는 것처럼 보였다. 오전 4시 15분, 공공안전부 장관 존 맥더모트는 바실 브룩(당시 농림부 장관)에게 연락하여 아일랜드 정부에 도움을 요청하는 허락을 얻었다. 브룩은 자신의 일기에 "분명히 편의의 문제이므로 권한을 주었다"고 기록했다. 오전 1시 45분부터 모든 전화가 끊겼었다. 다행히 벨파스트와 더블린 간의 철도 전보 연결은 여전히 작동했다. 오전 4시 35분, 아일랜드 총리 에이먼 데 벌레라에게 지원을 요청하는 전보가 발송되었다.

## 인적 피해
900명 이상이 사망하고 1,500명이 부상을 입었으며, 그 중 400명은 중상을 입었다. 도시 주택의 절반 이상인 50,000채가 피해를 입었다. 교회 11곳, 병원 2곳, 학교 2곳이 파괴되었다. 이 수치는 당시의 신문 보도, 개인 회고록, 기타 1차 자료를 바탕으로 한 것이다.
지미 도허티(후에 V-1 비행폭탄과 V-2 로켓 공습 기간 동안 런던에서 복무한 방공 감시원)는 벨파스트 공습에 관한 책을 썼다.
엠마 더핀(이전에 제1차 세계 대전에서 복무했던 퀸즈 대학교 병원의 간호사)은 일기를 썼다.
션 오설리번 소령은 더블린 정부에 상세한 보고서를 제출했다. 다른 일기 저자들과 서술도 있다. 벨파스트 퀸즈 대학교의 브라이언 바튼이 이 주제에 대해 가장 많이 썼다.

### 지시사항
방공호가 거의 없었다. 핼리데이즈 로드에 있던 방공호는 직격탄을 맞아 안에 있던 모든 사람이 사망했다. 잔해 속에서 살아남은 많은 사람들은 계단 아래에 피신해 있었고, 다행히 집이 직격탄을 맞거나 불이 나지 않았다. 뉴 로지 지역에서는 사람들이 제분소에 피난해 있었다. 비극적이게도 제분소 벽이 무너져 35명이 압사했다. 또 다른 건물인 요크 스트리트 제분소에서는 거대한 측벽 중 하나가 서식스와 비어 스트리트로 무너져 집 안에 남아 있던 모든 사람이 사망했다.
오설리번 소령은 "심하게 폭격당한 지역에서는 사람들이 공포에 질려 거리로 뛰쳐나와 탁 트인 시골로 향했습니다. 많은 사람들이 탁 트인 곳에서 폭풍과 2차 파편에 잡혔기 때문에 엄청난 사상자 수를 쉽게 설명할 수 있습니다. 많은 사람들이 달아나서 목숨을 구한 것은 사실일지 모르지만, 더 많은 사람들이 목숨을 잃거나 부상을 입었을까 봐 두렵습니다"라고 보고했다.
그날 밤 거의 300명에 달하는 사람들, 그 중 상당수가 개신교 섕킬 지역 출신이었는데, 가톨릭 폴스 로드에 있는 클론아드 수도원에 피난했다. 성소 아래 지하실과 작업 사제관 아래 지하실은 방공호로 개조되어 일반에 공개되었다. 폭격 중에는 주로 개신교 여성과 아이들이 기도를 올리고 찬송가를 불렀다.

### 영안실
영안실은 시신 200구만을 처리할 비상 계획을 가지고 있었다. 폴스 로드 욕실에 150구의 시신이 3일 동안 방치된 후 집단 매장되었으며, 123구는 여전히 신원 미상이었다. 세인트 조지 시장에는 255구의 시신이 안치되었다. 많은 시신과 신체 일부는 신원 확인이 불가능했다. 미확인 시신들을 위한 집단 매장지는 밀타운과 벨파스트 시립 묘지에 조성되었다.

### 간호사 엠마 더핀
제1차 세계 대전에 참전했던 간호사 엠마 더핀은 당시의 죽음과 자신이 본 것을 대조했다.
(제1차 세계 대전 사상자들은) 병원 침대에서 죽었고, 그들의 눈은 경건하게 감겼으며, 손은 가슴에 모아졌다. 죽음은 어느 정도... 품위 있게 만들어졌다. 그것은 엄숙하고, 비극적이며, 위엄 있었지만, 여기서는 기괴하고, 역겹고, 끔찍했다. 어떤 간호사도 이 희생자들의 마지막 순간을 달래주지 않았고, 어떤 부드럽고 경건한 손도 그들의 눈을 감겨주거나 손을 모아주지 않았다. 헝클어진 머리, 응시하는 눈, 움켜쥔 손, 뒤틀린 팔다리, 흙먼지로 뒤덮인 회녹색 얼굴로, 그들은 관에 뭉쳐져 담요나 이불, 가끔은 시트에 반쯤 싸인 채 더럽고 찢겨진 옷을 그대로 입고 누워 있었다. 죽음은 위엄 있고 평화로워야 했다. 히틀러는 죽음마저 기괴하게 만들었다. 나는 분노를 느꼈고, 연민과 슬픔을 느껴야 했지만, 대신 역겨움과 혐오감이 나를 덮쳤다.

### 션 오설리번 소령
션 오설리번 소령은 앤트림 로드와 같이 폭탄이 "15~20야드 간격으로 떨어졌다"는 일부 지역의 폭격 강도를 보고했다. 가장 심하게 폭격당한 지역은 시내 중심부 북쪽의 요크 스트리트와 앤트림 로드 사이였다. 오설리번은 전체 민방위 부문이 완전히 압도당했다고 느꼈다. 무거운 잭은 사용할 수 없었다. 그는 "어떤 경우에는 아이의 다리와 팔을 절단해야만 구출할 수 있었다"와 같은 고통스러운 결과를 묘사했다.
그의 의견으로는 가장 큰 문제점은 병원 시설의 부족이었다. 그는 공습이 끝난 지 9시간 후인 오후 2시에 마테르 병원에 갔는데, 거리는 구급차가 환자들을 입원시키기 위해 대기 중인 교통 체증으로 가득했다. 그는 이 도시의 응급 서비스 책임자인 플린 교수(시어도어 톰슨 플린, 마테르 병원 소속의 호주인으로 배우 에롤 플린의 아버지)와 대화했는데, 플린 교수는 "충격, 폭발, 그리고 유리, 돌, 파이프 조각 등과 같은 이차 파편으로 인한 부상"에 대해 말했다. 오설리번은 "살아있는 사람들과 죽은 사람들 모두에게서 머리가 으스러지고, 끔찍한 복부 및 얼굴 상처, 들보 관통, 찢겨지고 으스러진 팔다리 등 많은 끔찍한 절단이 있었다"고 보고했다. 그의 보고서는 "두 번째 벨파스트 공습은 너무 끔찍해서 상상조차 할 수 없을 것"이라는 결론으로 마무리되었다.

### 난민
22만 명의 사람들이 도시에서 피난했다. 많은 사람들이 "밤옷 외에는 아무것도 없이 페르마나 주에 도착했다". 1만 명이 "공식적으로" 국경을 넘었다. 500명 이상이 더블린의 아일랜드 적십자사로부터 보살핌을 받았다. 드로마라 마을은 인구가 500명에서 2,500명으로 증가했다. 뉴튼아즈, 뱅고어, 라르네, 캐릭퍼거스, 리스번, 앤트림에서는 수천 명의 벨파스트 시민들이 친구나 낯선 사람의 집에 피난했다.

션 오설리번 소령은 다음과 같이 보고했다.
기차역으로 끊임없이 이동하는 행렬. 난민들은 멍하고 공포에 질린 표정이었고, 많은 사람들이 소지품을 거의 가져오지 못했다... 도시를 떠날 수 있는 모든 수단이 동원되었고, 최종 목적지는 중요하지 않은 듯 보였다.
열차와 버스가 계속해서 다음 줄에 있는 사람들을 채웠다. 해질녘에는 노던 카운티 역이 플랫폼 문부터 입구 문까지 가득 찼지만, 여전히 주변 거리에서 난민들이 끊임없이 밀려왔다... 마침내 군용 트럭이 동원되었고, 임산부와 어린 자녀를 둔 어머니들조차 저녁 내내 내린 다소 심한 이슬비 속에서 이 트럭에 실렸다. 17일, 나는 떠나지 못했거나 다른 이유로 떠날 수 없었던 수백 명이 단순히 들판으로 나가 밤새도록 가지고 갈 수 있는 덮개만으로 밤을 지새웠다는 소식을 들었다.

모야 우드사이드는 일기에 다음과 같이 적었다. "대피가 공황 상태로 변하고 있다. 도시 밖으로 나가는 도로는 여전히 매트리스와 침구류를 지붕에 묶은 차량들로 꽉 막혀 있다. 바퀴 달린 모든 것이 동원되고 있다. 폭격 지역뿐만 아니라 도시의 모든 곳에서 사람들이 떠나고 있다. 그들이 어디로 가는지, 그들이 도착하면 무엇을 먹을지 아무도 모른다."
도슨 베이츠는 일부 지역에서 헛간의 바가지 요금과 집 한 채에 30명 이상이 거주하는 상황을 내각에 보고했다.

### 신문 반응
4월 17일 아이리시 타임스 사설:
인류에게는 국경도, 정치도, 종교적 신념의 차이도 없다. 어제 한 번은 아일랜드 국민이 국가적 재난의 그림자 아래 단결했다. 이 작은 나라의 국민들에게 공통된 전통, 공통된 천재성, 공통된 고향이 있다는 것을 상기시키기 위해 폭탄이 터져야만 했단 말인가? 어제 국경을 넘어 우정의 손길이 뻗어졌다. 남쪽의 사람들은 북쪽의 사람들과 고통을 완화하는 보편적인 대의를 위해 함께 일했다.

## 여파

### 남부의 반응
오전 6시, 지원 요청 후 두 시간 이내에 던도크, 드로이다, 더블린, 둔레러에서 온 소방관 71명과 소방차 13대가 아일랜드 국경을 넘어 벨파스트 동료들을 돕기 위해 출발했다. 각 소방서에서는 자원봉사자들을 모집했는데, 이는 그들의 평소 업무를 넘어서는 일이었다. 모든 경우에, 모두가 자원했다. 그들은 3일 동안 머물다가 북아일랜드 정부에 의해 돌려보내졌다. 그때까지 클라이드사이드에서 온 250명의 소방관들이 도착해 있었다.
에이먼 데 벌레라 총리는 베를린에 공식적으로 항의했다. 그는 1941년 4월 20일 일요일, 메이요 주 캐슬바에서 한 "그들은 우리 국민이다"라는 연설(1941년 4월 26일자 던도크 민주당원지에 인용됨)로 뒤를 이었다.
과거에도, 아마 현재에도, 그들 중 상당수는 정치적으로 우리와 시각을 같이하지 않았지만, 그들은 우리 국민입니다. 우리는 하나이며 같은 민족입니다. 그리고 지금 이 순간 그들의 슬픔은 우리의 슬픔이기도 합니다. 저는 그들에게 우리가 지금 그들에게 줄 수 있는 어떤 도움이라도 전심으로 줄 것이며, 상황이 역전된다면 그들 또한 전심으로 우리를 도울 것이라고 믿는다고 말하고 싶습니다.

프랭크 에이킨 아일랜드 방어조치조정장관은 당시 매사추세츠주 보스턴에 있었다. 그는 인터뷰에서 "벨파스트 사람들도 아일랜드 사람입니다"라고 말했다.

### 독일의 반응
초기 독일 라디오 방송은 공습을 축하했다. 루프트바페 조종사는 다음과 같이 묘사했다. "우리는 영국의 마지막 은신처 중 하나인 새로운 목표물을 향해 간다는 것을 알고 예외적으로 기분이 좋았다. 윈스턴 처칠이 전쟁 물자를 어디에 숨기든 우리는 갈 것이다... 벨파스트는 코번트리, 버밍엄, 브리스틀 또는 글래스고만큼 가치 있는 목표물이다." 윌리엄 조이스("로드 호호")는 "총통께서 다음 공격 전에 죽은 자들을 묻을 시간을 줄 것이다... 화요일은 단지 샘플일 뿐이었다"고 발표했다. 그러나 벨파스트는 더 이상 나치에 의해 언급되지 않았다. 전쟁 후 요제프 괴벨스의 지시가 발견되었는데, 벨파스트를 언급하지 말라는 명령이었다. 아돌프 히틀러는 데 벌레라의 부정적인 반응을 고려하여, 데 벌레라와 아일랜드계 미국인 정치인들이 미국을 전쟁에 참전하도록 부추길까 봐 우려했던 것으로 보인다.
에두아르트 헴펠, 독일 아일랜드 주재 공사는 아일랜드 외무부를 방문하여 위로를 표하고 설명을 시도했다. J.P. 월시 차관은 헴펠이 "벨파스트에 대한 심각한 공습과 특히 민간인 사상자 수에 대해 분명히 괴로워했다"고 기록했다. 그는 "그가 자신의 정부에 이 문제에 대해 어떻게 느끼는지 다시 한 번 말하고, 가능한 한 인간적으로 작전을 군사 목표에 국한하도록 요청할 것"이라고 말했다. 그는 "이미 그렇게 되고 있지만, 공중에서 심한 폭격을 가할 때 일정 수의 민간인 생명이 불가피하게 손실될 수밖에 없다"고 믿었다.

### 상호 비난
일부에서는 정부의 미흡한 조치를 비난했다. 북아일랜드 의회의 독립 연합주의자 의원인 토미 헨더슨은 내무부 장관을 해너스타운과 폴스 로드로 초청하면서 "가톨릭 신자와 개신교 신자들이 뒤섞여 올라가서 서로 이야기하고 있다. 그들은 같은 도랑(수로) 아래, 같은 나무 아래, 같은 헛간에서 잠을 자고 있다. 그들은 모두 똑같은 말을 한다. 정부는 쓸모없다"고 말했다.

벨파스트 후의 위치를 보여주는 지도

미국 언론인 벤 로버트슨은 밤에 더블린이 뉴욕과 모스크바 사이, 리스본과 스웨덴 사이에서 유일하게 등화관제를 하지 않는 도시였으며, 독일 폭격기들이 종종 그 불빛을 이용하여 방향을 확인하여 영국을 화나게 했다고 보고했다. 널리 퍼진 비판 중 하나는 독일군이 더블린을 향해 비행한 다음 북쪽으로 철도선을 따라 벨파스트를 찾아냈다는 것이었다. 브라이언 바튼은 『더 블리츠: 전쟁 시대의 벨파스트』에서 "정부 장관들은 독일군이 남부의 등화관제 없는 불빛을 이용하여 북부의 목표물로 안내받을 수 있었다는 점을 정당하게 느꼈다"고 썼다. 바튼은 벨파스트가 무선 유도를 사용하기에는 "너무 북쪽에 있었다"고 주장했다.
토니 그레이의 "잃어버린 시대"와 같은 다른 저자들은 독일군이 무선 유도 빔을 따랐다고 말한다. 여러 기록은 벨파스트 후의 긴 만 끝에 있는 벨파스트가 쉽게 찾을 수 있었다고 지적한다. 또 다른 주장은 일반적으로 가톨릭 인구와 특히 IRA가 폭격기들을 안내했다는 것이었다. 바튼은 "가톨릭 인구는 징집에 훨씬 더 강하게 반대했고, 독일에 동정하는 경향이 있었다"며 "...연합주의자 인구 사이에서는 독일군이 목표물 식별에 도움을 받았다는 의심이 있었다"고 썼다. 이러한 견해는 IRA 육군평의회가 독일을 지지하기로 한 결정에 영향을 받았을 가능성이 있다. 그러나 그들은 독일군과 통신할 위치에 있지 않았으며, 전쟁 후 독일에서 회수된 정보에 따르면 공습 계획은 전적으로 독일 공중 정찰을 기반으로 했다. 그러나 1941년 10월 20일, 평화수호대는 체포된 헬레나 켈리가 벨파스트에 가해진 피해를 상세히 분석하고 쇼트 앤드 할랜드 항공기 공장과 RAF 시드넘과 같은 주요 목표물을 "아직 폭격되지 않은 가장 중요한 군사적 의미가 있는 나머지 목표물"로 강조하며 "최근 공습에서 다른 지역만큼 철저하게 루프트바페에 의해 폭격되어야 한다"고 제안하는 IRA의 포괄적인 보고서를 입수했다.

### 소방관들의 귀환
3일 후, 오후 6시쯤 국경 남쪽에서 온 소방대원들은 호스와 사다리를 걷어 고향으로 향하기 시작했다. 그때쯤 대부분의 주요 화재는 진압되었고, 클라이드사이드와 다른 영국 도시에서 온 소방관들이 도착하고 있었다. 일부는 음식을 받았고, 다른 이들은 굶주렸다. 모두 지쳐 있었다. 두 팀은 밴브리지에서 다과를 받았고, 다른 팀은 뉴리의 고대 히베르니아 기사단 회관에서 대접을 받았다. 1995년, 제2차 세계 대전 종전 50주년을 맞아 더블린 소방서는 당시 생존자들을 힐스버러 성에서 열리는 행사에 초청하고 찰스 왕자를 만날 기회를 주었다. 당시 생존자는 네 명만이 알려져 있었다. 그 중 한 명인 톰 콜먼은 동료들의 연대 정신에 대한 인정을 받기 위해 참석했다.

### 두 번째 대규모 공습

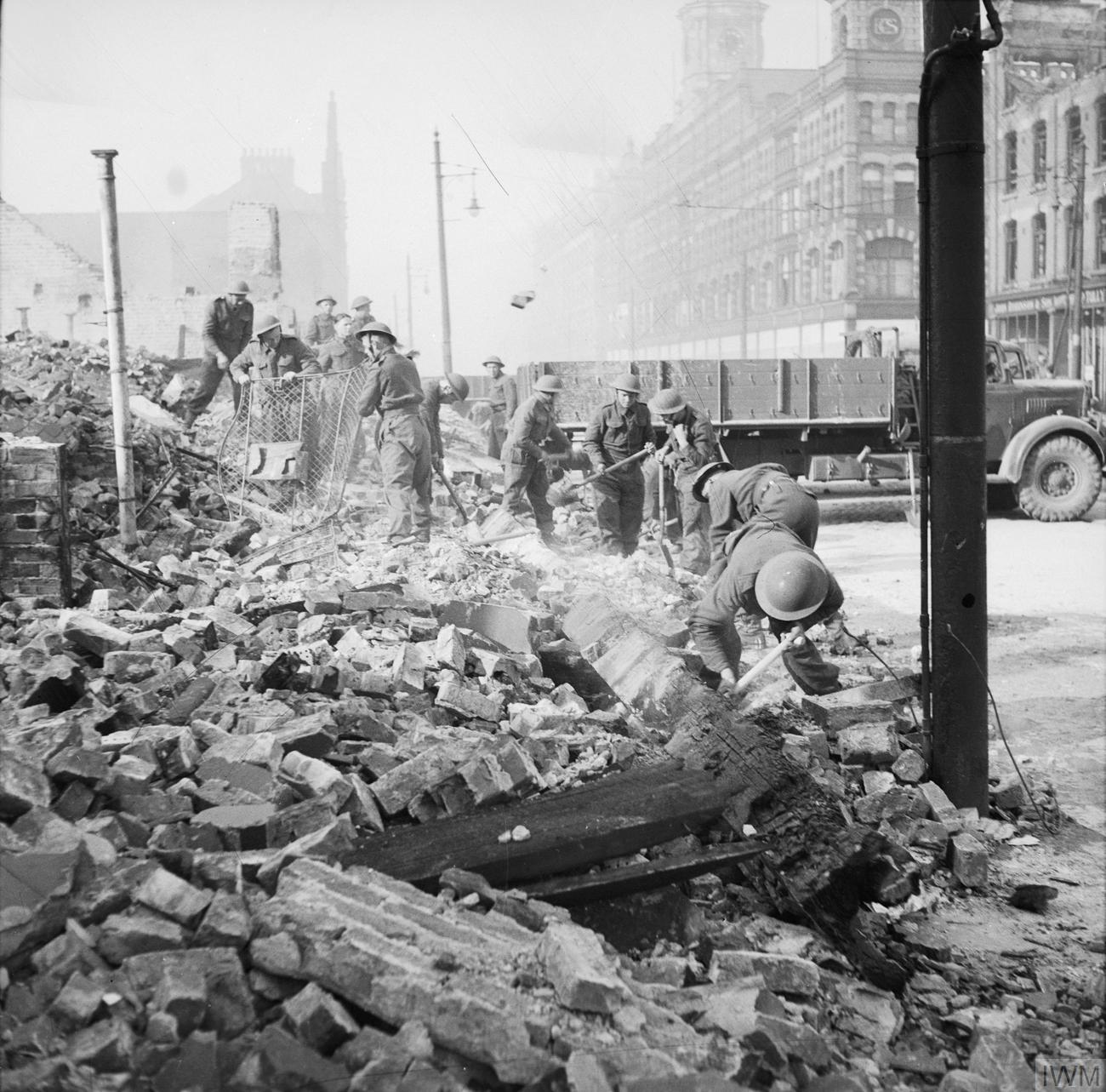
5월 공습 후 잔해를 치우는 군인들

1941년 5월 4일에서 5일로 넘어가는 일요일, 부활절 화요일 공습 후 3주 만에 벨파스트에 두 번째 대규모 공습이 있었다. 새벽 1시경, 루프트바페 폭격기들이 도시 상공을 비행하며 항구 구역과 퀸즈 아일랜드에 집중적으로 공격했다. "203미터톤의 고성능 폭탄, 낙하산에 부착된 지뢰 80개, 96,000개의 소이탄이 담긴 화재 폭탄 통 800개"가 투하되면서 벨파스트 동부의 인근 주거 지역도 피해를 입었다. '화재 대공습'으로 알려진 이 공습으로 150명 이상이 사망했다.
사상자 수는 부활절 때보다 적었는데, 부분적으로는 루프트바페가 더 높은 고도에서 더 조심스럽게 공격하는 동안 자정 11시 45분에 사이렌이 울렸기 때문이다. 하이 스트리트에 있는 성 조지 교회는 화재로 손상되었다. 이번에도 아일랜드 긴급 서비스는 초청을 기다리지 않고 국경을 넘었다.

## 대중매체 묘사
2017년 영화 주는 벨파스트 공습 중 공습을 묘사한다.
1941년 4월과 5월의 벨파스트 공습은 루시 캘드웰의 2025년 소설 이 시대에 언급된다.

## 같이 보기
- 영국 대공습
- 도시 공습
- 할랜드 앤드 울프
- 벨파스트
- 비상 사태
- 제2차 세계 대전 더블린 폭격
- 얼스터 방위군